# Абу-л-Музаффар Нур Алванд-хан
Алванд-мирза (? — 1505) — султан Ак-Коюнлу в Азербайджане и Диярбакыре в 1497—1501 годах. Полное имя — Абу-л-Музаффар Алванд бен Юсуф.

## Биография
Происходил из рода Ак-Коюнлу. Сын Юсуф-бека, второго сына Узун-Хасана, 1-го султана государства Ак-Коюнлу. О дате рождения мало сведений. В 1478 году Алванд-мирза назначен наместником Шираза в провинции Фарс. Впрочем, по поручению Султан-Халила его атабеком и фактическим управляющим провинции стал Бакир-бей.
В 1497 году Алванд-мирза вместе с другими родственниками возглавил восстание против султана Гёдека Ахмеда-хана, который был побежден и казнен близ Исфагана. После победы разделил со своим братом Султан-Мухаммадом государство Ак-Коюнлу, получив Азербайджан и Тебриз.
В 1498 году Алванд-мирза выступил против Султан-Мухаммада, нанеся ему поражение, после чего захватил Фарс с Ширазом. Вслед за этим двинулся против Султана Касима, правившего в Диярбакыре, заставив его подчиниться. В 1500 году Алванд-мирза заключил договор с Султаном Мурадом, который на то время победил Султана Мухаммада, с которым разделил государство Ак-Коюнлу, получив кавказские и малоазийские владения.
В 1501 году против Алванд Мирзы выступили Сефевиды во главе с шейхом Исмаилом, который сначала победил ширваншаха Газибека, вассала Алванд-мирзы. Тогда войска Ак-Коюнлу двинулись против Сефевидов, но в битве у Куры потерпели поражение. При таких обстоятельствах Алванд-мирза лично возглавил 30-тысячное войско. В августе 1501 года возле Шарура (на данный момент Нахичеванская Автономная область Азербайджана) состоялась решающая битва против 7-тысячной армии во главе с Исмаилом Сефевидом. Алванд-мирза потерпел сокрушительное поражение. После этого Исмаил Сефевид занял Южный Азербайджан с Тебризом, где объявил себя шахом.
В 1502 году Алванд-мирза отступил к Эрзинджану, где правил до 1505 года, когда был свергнут шахом Исмаилом I Сефевидом.